# جيرانت أوين
جيرانت أوين (بالإنجليزية: Geraint Owen)‏ هو سياسي بريطاني، ولد في 1966، وتوفي في 11 يوليو 2009.